# Nom sanctionné

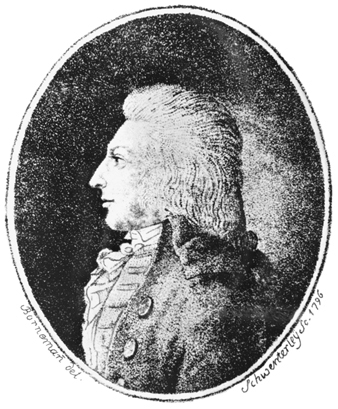
Le travail précurseur de Christiaan Hendrik Persoon constitue le point de départ de la taxinomie des champignons.

En nomenclature botanique et mycologique, un nom sanctionné est un nom de taxon qui n'a pas été validement décrit ou publié par son auteur, mais néanmoins adopté et validé par le CIN, à condition qu'il figure dans l'un des deux ouvrages dits « sanctionnants » : 
- Synopsis Methodica Fungorum 1801, de Persoon, pour les Gastéromycètes, Urédinales (rouilles) et Ustilaginales (charbons) ;
- Systema Mycologicum 1821-1832, de Fries, pour tous les autres champignons, myxomycètes exclus.

## Définition et effets
Un nom sanctionné est un nom binominal choisi parmi une liste de synonymes possibles, comme nom valide par Persoon ou par Fries dans ses Systema Mycologicum (trois volumes, publiés entre 1821 et 1832) et son Elenchus fungorum pour tous les autres champignons.
Comme défini par l'article 15 du Code international de nomenclature pour les algues, les champignons et les plantes, un nom sanctionné est automatiquement conservé, en dépit des synonymes ou homonymes antérieurs. Il peut cependant faire l'objet d'une mesure de conservation ou de rejet sur demande au Comité.
Par exemple, la trompette des morts, Craterellus cornucopioides (L. : Fr.) Pers. (1825).
1. les noms ainsi sanctionnés sont protégés contre leurs synonymes et homonymes concurrents (sauf conservation, ou « rejet spécial »). Par exemple, Agaricus decolorans Fr. : Fr. est un nom sanctionné, prioritaire sur son homonyme Agaricus decolorans Pers., pourtant plus ancien mais non sanctionné ;
2. les combinaisons de même rang n'étant pas sanctionnées, elles bénéficient du symbole « : » pour les protéger contre leur synonymes, mais pas contre les homonymes concurrents ;
3. les combinaisons de rang différent de ces noms sanctionnés ne bénéficient d'aucune protection, et ne sont pas dites sanctionnées, bien que bénéficiant du symbole « : ». Exemple: Agaricus emeticus var. fallax (Fr. : Fr.) Fr. a été sanctionné au rang infraspécifique (var.) par Fries 1821. Au rang d'espèce et de forme, Russula fallax (Fr. : Fr.) Fr. et Russula fragilis f. fallax (Fr. : Fr.) Massee ont une protection nulle.